# نمودار فازی آهن-کربن

نمودار فازی سیستم آلیاژی آهن-کربن. تغییر فاز در دماهای مختلف (محور عمودی) برای درصدترکیب مختلف (محور افقی) اتفاق می‌افتد. خطوط نقطه چین یوتکتوید (A) و یوتکتیک (B) را نشان می‌دهد.

نمودار تعادلی آهن-کربن (Fe-C) راهنمایی است که به کمک آن می‌توان روش‌های مختلف عملیات حرارتی، فرآیندهای انجماد، ساختار فولادها و چدن‌ها و… را بررسی کرد.
چون کاربید آهن یک ترکیب شبه‌پایدار است، بنابراین دیاگرام آهن-کربن را سیستم شبه‌پایدار می‌نامند. حالت پایدار کربن در فشار اتمسفر، کربن آزاد (گرافیت) است.
قسمت‌هایی که در نمودار با حروف یونانی مشخص شده‌اند، نشانگر محلول‌های جامد از نوع بین‌نشینی هستند.

## تحولات هم‌دما (ایزوترم) در سیستم آهن-کربن شبه پایدار
خطوط افقی در نمودار، نشان دهندهٔ استحاله‌های هم‌دما هستند.
- استحاله یوتکتیک:

تغییر فازی که در آن یک مایع به دو فاز جامد تبدیل می‌شود.
در نمودار آهن و کربن تبدیل شدن فاز مایع به آهن آستنیت و سمانتیت که در دما ۱۱۴۸°C، غلظت کربن ۴٫۲۰ درصد اتفاق می‌افتد از این نوع استحاله پیروی می‌کند.
- استحاله یوتکتوئید: تغییر فازی که در آن یک فاز جامد به دو فاز جامد دیگر تبدیل می‌شود.(s1->s2+s3)

در نمودار آهن و کربن تبدیل آستنیت به فریت و سمانتیت که دما ۷۲۷°C غلظت کربن ۰٫۷۶ درصد انجام می‌شود ار این نوع استحاله است.
- استحاله پریتکتیک: تغییر فازی که در آن یک فاز جامد و بک فاز مایع به یک فاز جامد متفاوت تبدیل می‌شود.

در دیاگرام فازی آهن و کربن تبدیل شدن آهن دلتا و فاز مایع به آهن گاما (اسنیت) که در دما ۱۴۹۳°C، غلظت کربن ۰/۱۶ درصد
از این نوع است.
البته باید توجه داشت که غلظت‌ها و دماهای ذکرشده برای آهن-کربن خالص بوده و با حضور عناصر آلیاژی دیگر، این ثابت‌ها تغییر می‌کنند.

## آلوتروپ‌های آهن
- آهن آلفا (α): به این فاز فریت گویند که ساختار آن BCC بوده و در گستره دمایی بین ۹۱۰ درجه سانتیگراد تا دماهای بسیار پایین و درصد حجمی کربن بین ۰/۰۰۰۰۵ تا ۰/۰۲۱۸ در همسایگی با سمانتیت پایدار است.
- آهن گاما (γ): به این فاز استنیت نیز گویند که ساختار FCC دارد. در رنج دمایی بین ۷۲۷ تا ۱۴۹۵ درجه سانتیگراد و درصد حجمی کربن بین صفر تا ۰/۷۷ در همسایگی آهن آلفا و ۰/۷۷ تا ۲/۱۱ در همسایگی با سمانتیت پایدار است.
- آهن دلتا (δ): فاز پایدار این ماده در دمایی بین ۱۳۹۴ تا۱۵۳۹ درجه سانتیگراد بوده که ساختار BCC دارد.
- سمانتیت: یک ترکیب بین فلزی از آهن است که دارای درصد کربن ۶/۶۷ بوده. ساختار ان ارتورومبیک است که در هر سلول واحد آن ۱۲ اتم آهن با ۴ اتم کربن در تماس است. از دماهای پایین تا ۱۲۲۷ درحه سانتی گراد پایدار است.
- پرلیت :اگر فاز جامد آستنیت باقی‌مانده در هنگام انجماد از خط یوتکتوید بگذرد ساختاری از آهن ایجاد می‌شود که به آن پرلیت می‌گویند. این ساختار لایه لایه از فریت و سمانتیت است که هرچه میزان این سمانتیت بیشتر باشد استحکام آن آهن هم بیشتر می‌شود.

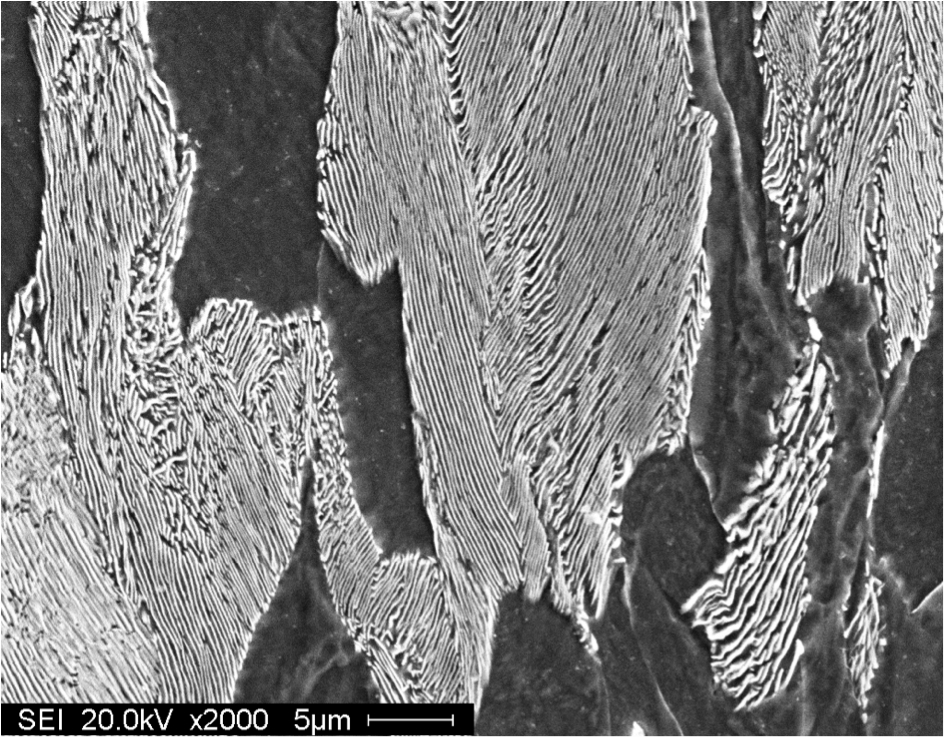
ساختار پرلیت
تصویر گرفته شده با میکرسکوپ SEM با بزرگ نمایی 2000X

- هایپر یوتکتوید: چنانچه در حین انجماد از حالت مایع ابتدا به حالت مایع و آستنیت و سپس به حالت آستنیت برسیم در این حالت کل مایع تبدیل به استنیت شده واگر فرایند انجماد را ادامه دهیم در مرزهای آستنیت. سمانتیت تشکیل گردیده و با ادامهٔ این روند اسنیت باقی مانده به پرلیت تبدیل می‌شود که به آن هایپر یوتکتوید گویند که دارای استحکام  بسیار زیاد ولی شکل پذیری کم است که در سمت راست نقطهٔ یوتکتوید قرار دارد.
- هایپو یوتکتوید: چنانچه در حین انجماد از حالت مایع ابتدا به حالت مایع و آستنیت و سپس به حالت آستنیت برسیم در این حالت کل مایع تبدیل به اسنیت شده واگر فرایند انجماد را ادامه دهیم در مرزهای آستنیت. فریت تشکیل گردیده و با ادامهٔ این روند آستنیت باقی مانده به پرلیت تبدیل می‌شود که به آن هایپو یوتکتوید گویند که دارای استحکام  کمتر ولی شکل پذیری بیشترنسبت به پرلیت است که در سمت راچپ نقطهٔ یوتکتوید قرار می‌گیرد.

## آلوتروپی‌های غیر تعادلی آهن
علاوه بر موارد بالا که در نمودار مشاهده می‌شود آلوتروپی‌های دیگری نیز وجود دارد که چون تشکیل آن‌ها بستگی به زمان دارد پایدار نیسند و بنابراین در این نمودار جا نمی‌گیرند که شامل موارد زیر می‌شود:
- بینایت: اگر در حین تشکیل آهن پرلیت سرعت سرد کردن را زیاد کنیم دیگر زمان لازم برای ایجاد ساختار لایه لایه‌ای به Fe3C (سمانتیت) و فریت وجود ندارد و این سمانتیت‌ها در بستر فریت پخش می‌شوند که باعث استحکام بیشتری نسبت به پرلیت می‌شود در واقع با افزایش سرعت سرد کردن نفوذ را کنترل می‌کنیم تا به ساختار مد نظر برسیم.

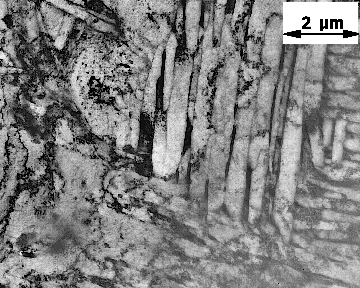
Bainite

- اسفرودیت: هنگامی که سمانتیت در ماتریس فریت پخش شود این فاز به وجود می‌آید. ایجاد این فاز هم نیازمند نفوذ است که در اثر حرارت دادن بینایت یا پرلیت در دمایی پایین‌تر از دمای یوتکتوید برای مدت طولانی است.
- مارتنزیت: اگر سرد کردن آستنیت با سرعت بسیار بسیار بالا انجام شود جوری که اصلاً به دماغهٔ پرلیت برخورد نداشته باشد یک فاز غیر تعادلی دیگر به نام مارتنزیت ایجاد می‌شود که بسیار استحکام زیاد و شکل پذیری کمی برای این نوع آهن داریم.

در اثر سرد شدن با سرعت بسیار زیاد ساختار FCC آهن اسنیت به ساختار BCT (body center tetragonal) تبدیل می‌شود.
چون این نوع آهن شکل پذیری بسیار کمی دارد معمولاً آن را کمی حرارت می‌دهند تا شکل پذیری اش افزایش یابد که به آن temper martensite گویند.

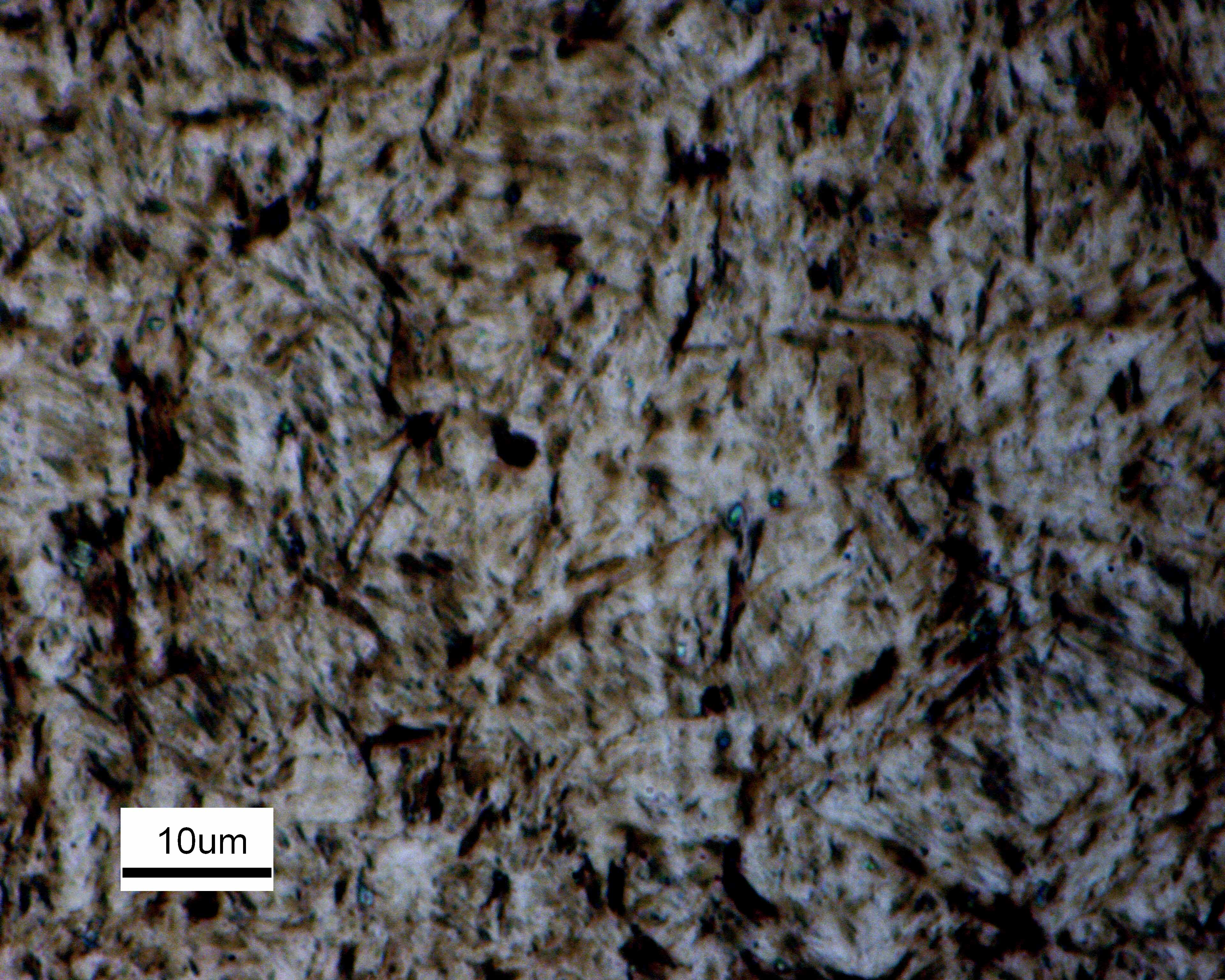
Martensite

چنانچه بخواهیم سختی و استحکام انواع مختلف آهن را با هم مقایسه کنیم داریم:
Martensite> T Martensite> Bainite< Fine Pearlite > Coarse Pearlite > Spheroidite
منظور از coarse pearlite همان پرلیت است که درشت است یعنی لایه‌های سمانتیت و فریت بزرگ است و نازک نیست.